# Florentijn Hofman
Florentijn Hofman (Delfzijl, 16 april 1977) is een Nederlands beeldend kunstenaar.

## Biografie
Florentijn Hofman volgde de Christelijke Academie voor Beeldende Kunsten te Kampen (thans ArtEZ Art & Design Zwolle), waar hij in 2000 afstudeerde. Daarna volgde hij een mastersopleiding aan de Kunsthochschule in Berlijn. Hij woont en werkt in Arnhem.

## Werk
Voorbeelden van zijn werk zijn onder andere een 31 meter lange muskusrat van stro, een 12 meter hoge herdershond van strobalen en 210 papieren spreeuwen in de Hortus Botanicus Amsterdam. Een ander werk is het Rotterdamse blok sloopwoningen dat hij blauw verfde. Ook bouwde hij op het strand van Schiermonnikoog drie houten kunstwerken in de vorm van enorme concertvleugels, als waren deze daar aangespoeld. In Amsterdam staat De Staalman (2011), een grote beer in het Staalmanpark. In Arnhem ligt sinds 2013 een 30 meter lang Feestaardvarken dat naar aanleiding van het 100-jarig bestaan van Burgers' Zoo aan de stad werd aangeboden. Zo won hij bijvoorbeeld een wedstrijd van de gemeente Rotterdam, die resulteerde in de Bospoldervos, een tien meter hoog en zestien meter lang kunstwerk in de wijk Bospolder-Tussendijken. In juli 2020 werd dit voltooid. Hofman wil hiermee de relatie aantonen tussen de stad en natuur, want in de wijk worden steeds vaker vossen gesignaleerd, die waarschijnlijk op de konijnen jagen die op het dakpark leven.
Florentijn heeft ook andere werken in Rotterdam: Zwarte kraai (2006) bij het Natuurhistorisch Museum en Vijf papieren boten (2010) langs de kade in Schiemond.
Wereldwijd bekend werd Hofman met zijn Rubber Duck, een sterk uitvergrote gele badeend met vriendelijke uitstraling. Dit opblaasbare, drijvende kunstwerk bestaat in verschillende groottes. Ze drijven op een onzichtbaar ponton en worden aangemeerd in havens. Hofman heeft dergelijke eenden tentoongesteld in Europa, Azië en Australië. Die in Hong Kong, met een hoogte van 14 meter, is het meest bekend. In Saint-Nazaire lag in 2007 de eerste variant van de eend, die 26 meter hoog was; de kleinste was 5 meter hoog. Volgens de kunstenaar hebben deze eenden helende verhoudingen. Ze zijn apolitiek en kunnen mondiale spanningen verzachten of verduidelijken.
In 2021 installeerde hij in de Grote Kerk van Schiedam de "Stadscocon", een enorme opblaasbare "cocon" van groen spinnaker zeil, waar mensen in kunnen lopen. Binnen kunnen ze tot bezinning komen. Met deze cocon wilde hij de mensen hoop geven na de coronapandemie waardoor veel zaken lange tijd dicht waren geweest. De "Stadscocon" was te zien van 5 juni 2021 t/m 12 september 2021.
Voor de Floriade van 2022 in Almere maakte hij het kunstwerk Beehold, een cortenstalen sculptuur van twee mensen die volledig bestaat uit bijen.

## Televisie
In 2021 deed hij mee aan het 21e seizoen van Wie is de Mol?. Hij viel als derde af. 

## Afbeeldingen

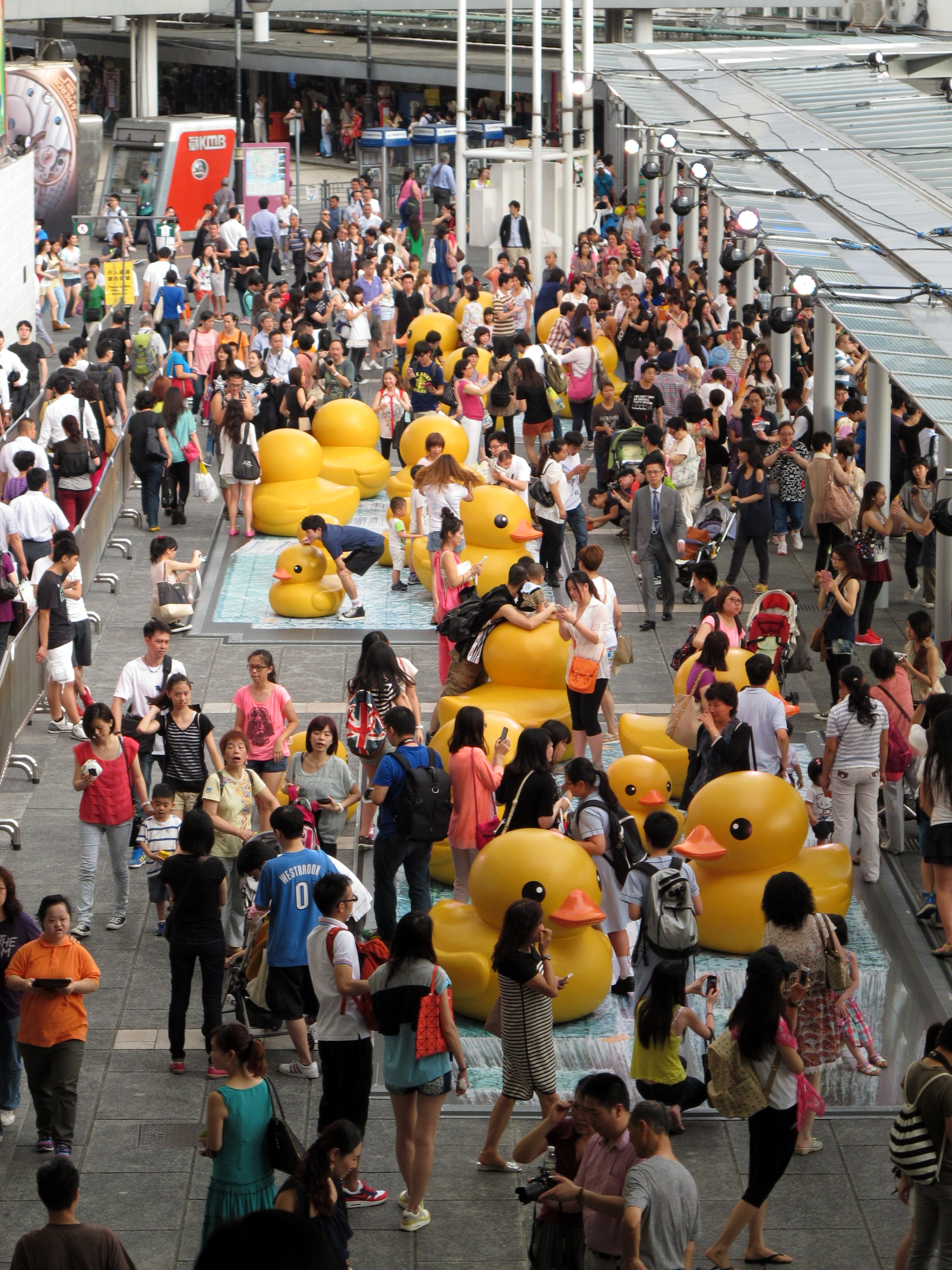
Hong Kong, openluchttentoonstelling (2013)
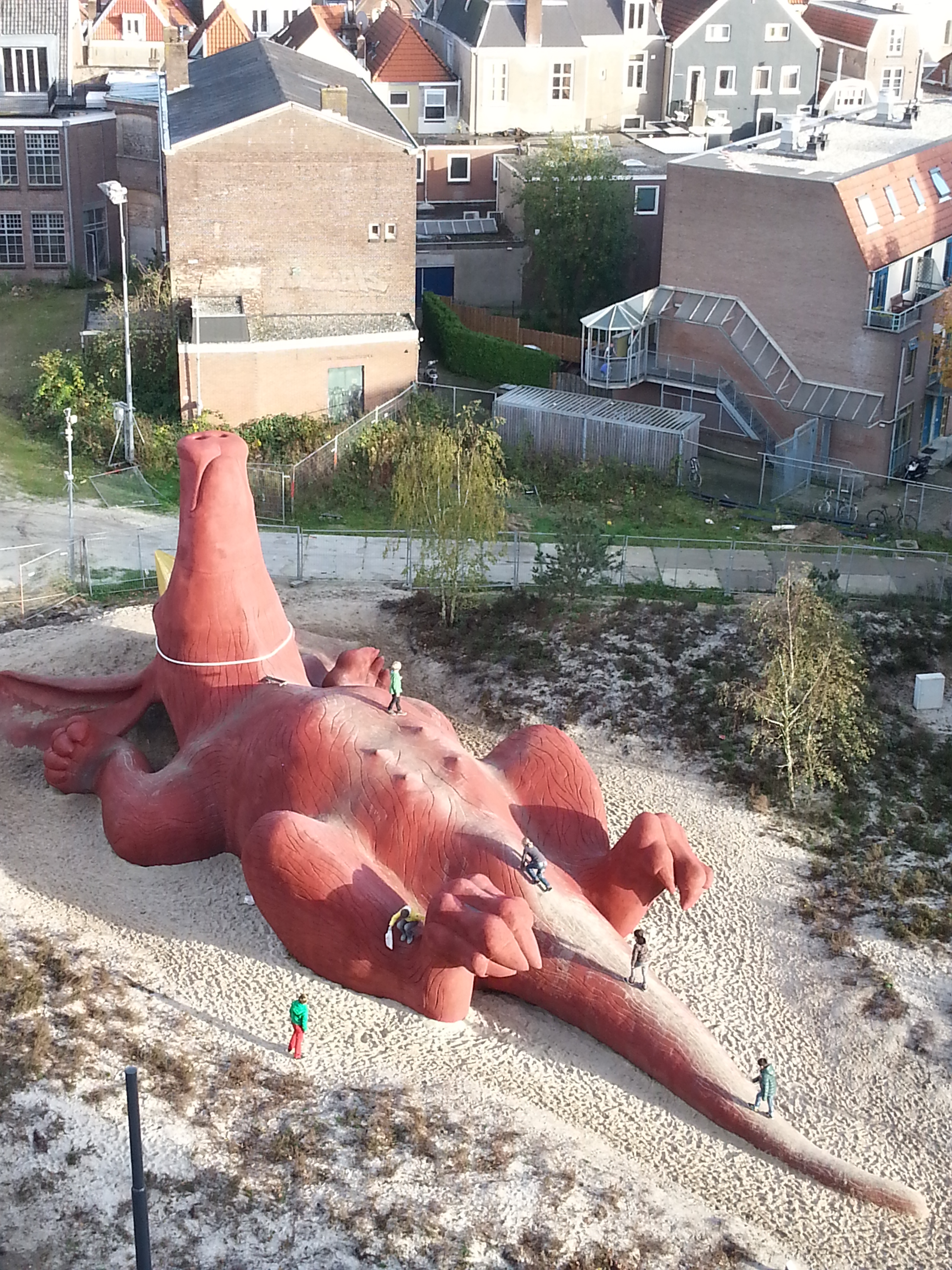
Feestaardvarken, Arnhem
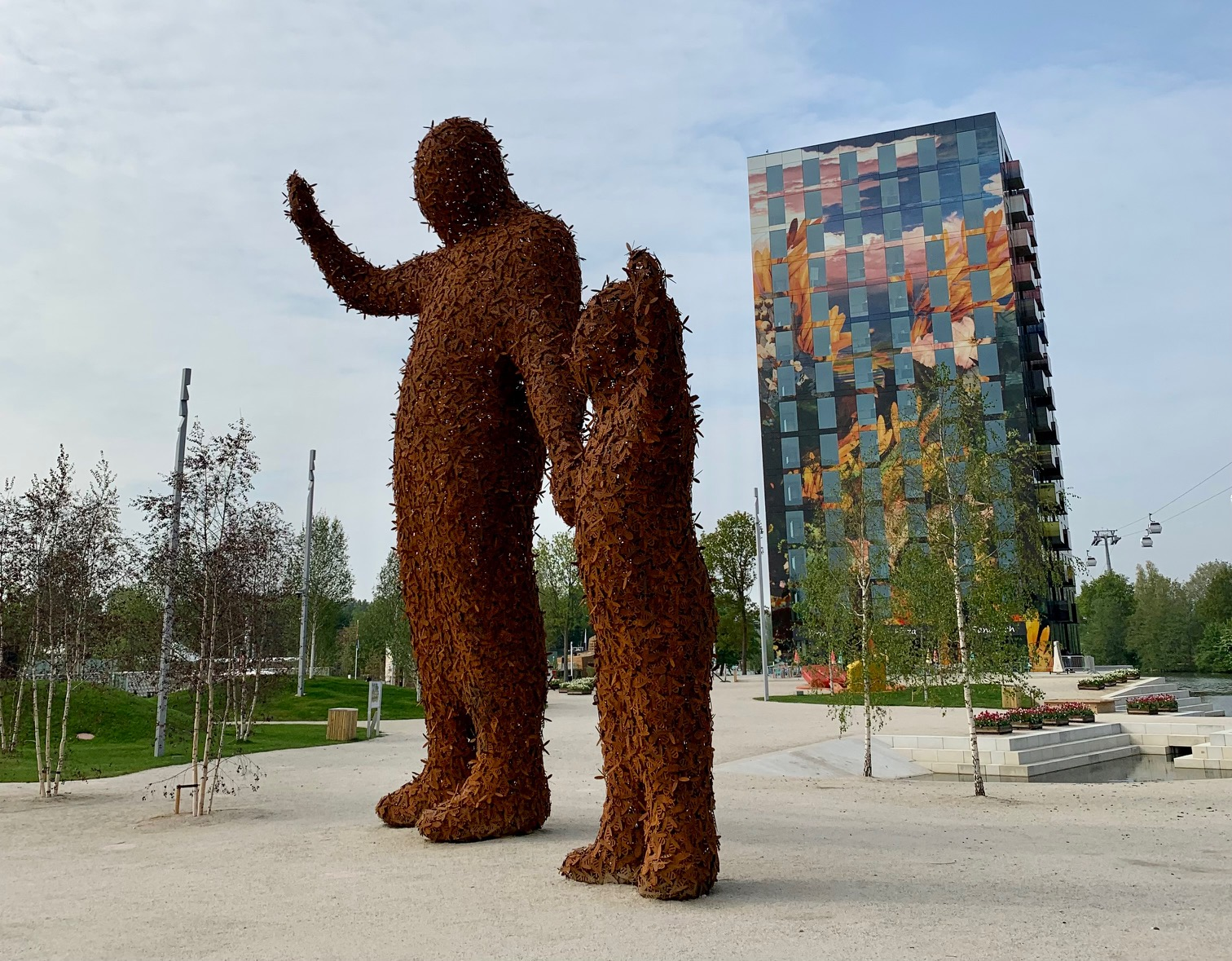
Beehold op de Floriade 2022